# Maciej Berek
Maciej Ludwik Berek (ur. 12 maja 1972 w Gdańsku) – polski prawnik, urzędnik państwowy i nauczyciel akademicki, radca prawny, doktor nauk prawnych. W latach 2007–2015 prezes Rządowego Centrum Legislacji, w latach 2008–2015 sekretarz Rady Ministrów, w latach 2023–2025 minister-członek Rady Ministrów, a od 2025 minister nadzoru nad wdrażaniem polityki rządu w trzecim gabinecie Donalda Tuska.

## Życiorys
Ukończył studia na Wydziale Prawa i Administracji Uniwersytetu Gdańskiego, a także studium integracji europejskiej (organizowane przez KSAP i ENA). Uzyskał uprawnienia radcy prawnego. W 1997 został pracownikiem Kancelarii Senatu RP, gdzie doszedł do stanowiska zastępcy dyrektora Biura Prawno-Organizacyjnego. Od 2004 był zatrudniony w Najwyższej Izbie Kontroli, m.in. jako wicedyrektor w Departamencie Prawnym i Orzecznictwa Kontrolnego. Należy do Polskiego Towarzystwa Legislacji. W wyborach w 2005 bez powodzenia ubiegał się o mandat poselski jako bezpartyjny kandydat z listy Platformy Obywatelskiej.
W grudniu 2007 został powołany na stanowisko prezesa Rządowego Centrum Legislacji, w styczniu 2008 objął równocześnie funkcję sekretarza Rady Ministrów. W 2013 został wiceprzewodniczącym Zespołu ds. Programowania Prac Rządu. W rezultacie ogłoszonego w sierpniu 2015 konkursu został zgłoszony przez rząd Ewy Kopacz jako przedstawiciel Polski w Europejskim Trybunale Obrachunkowym. W listopadzie nowy rząd unieważnił konkurs i na nowego polskiego przedstawiciela w tej instytucji rekomendowano Janusza Wojciechowskiego. W tym samym miesiącu Maciej Berek został odwołany z pełnionych funkcji w administracji rządowej.
W 2016 w Instytucie Nauk o Państwie i Prawie na Wydziale Prawa i Administracji Uniwersytetu Warszawskiego obronił napisaną pod kierunkiem Marka Zubika pracę doktorską pt. Rada Ministrów jako organ inicjujący postępowanie ustawodawcze. W 2017 został również zatrudniony na stanowisku adiunkta w Katedrze Prawa Konstytucyjnego na Wydziale Prawa i Administracji Uniwersytetu Marii Curie-Skłodowskiej w Lublinie. Został następnie adiunktem w Katedrze Prawa Konstytucyjnego Wydziale Prawa i Administracji Uniwersytetu Warszawskiego. W pracy naukowej zajął się zagadnieniami z zakresu prawa konstytucyjnego, kontroli państwowej, procedury prawodawczej, techniki legislacyjnej oraz finansów publicznych.
W 2020 został dyrektorem Centrum Informacyjnego Senatu. W 2021 Marcin Wiącek powołał go na stanowisko dyrektora generalnego Biura Rzecznika Praw Obywatelskich, w 2022 Maciej Berek został natomiast głównym koordynatorem do spraw rozwoju strategicznego w Biurze Rzecznika Praw Obywatelskich. W 2023 został zatrudniony jako główny legislator Pracodawców RP. Zajął się też prowadzeniem własnej kancelarii radcowskiej.
12 grudnia 2023 Sejm X kadencji wybrał go na urząd ministra-członka Rady Ministrów w trzecim rządzie Donalda Tuska. Następnego dnia został przez prezydenta RP Andrzeja Dudę powołany na to stanowisko. Objął też funkcję przewodniczącego Komitetu Stałego Rady Ministrów. 24 lipca 2025 został ministrem nadzoru nad wdrażaniem polityki rządu.